# District de Bến Lức
Bến Lức est un district de la province de Long An dans la delta du Mékong au sud du Viêt Nam. 

## Géographie
La superficie du district de Bến Lức est de 290 km2. 
Le chef lieu du district est Bến Lức.

## Personnalités liées
- Võ Thị Thắng (1945-2014), révolutionnaire et femme d'État vietnamienne, y est née.